# Кологреево
Кологре́ево — село в Ардатовском районе Нижегородской области России. Входит в состав Стёксовского сельсовета.

## Этимология
Название села является искажённым от Кологривово — под этим названием оно упоминается в поместных актах за 1606 год как собственность свияжского жителя Семёна Ивановича Кологривова. Среди местных жителей бытуют две другие версии происхождения названия села, относящиеся к народной этимологии: по первой версии, на месте села стоял когда-то на дороге верстовой кол, в избах около которого грелись ямщики; по второй — по этим местам проходил с войском во время казанских походов царь Иван Грозный, который на месте своего привала приказал вбить кол, а неподалёку находился лес, прозванный «гривой».

## Географическое положение
Село Кологреево находится на юго-западе Нижегородской области России, к югу от автомобильной дороги Ардатов — Арзамас, в месте впадения реки Сухой Иржи в реку Иржу. Административный центр муниципального округа Ардатов находится в 20 км к западу от Кологреева. Село соединено просёлочными дорогами на северо-западе с селом Заречным (расстояние 1,5 км), на востоке — с посёлком Идеалом (5 км), на юге — с селом Силино (3 км), на юго-западе — с селом Хохлово (4 км). На расстояние около 1 км к востоку от Кологреева находятся два небольших озера. Высота над уровнем моря около 134 метров.
Село Кологреево, как и вся Нижегородская область, находится в часовой зоне МСК (московское время). Смещение применяемого времени относительно UTC составляет +3:00.

## Административная принадлежность
Село Кологреево входит в состав Стёксовского сельсовета Ардатовского муниципального округа Нижегородской области Российской Федерации.

## Климат
Село находится в зоне умеренно-континентального климата, который характеризуется холодной продолжительной зимой и тёплым, но достаточно коротким летом. За год выпадает в среднем 450—550 мм осадков, из них 68 % — в виде дождя и 32 % — в виде снега. Среднегодовая относительная влажность воздуха — 76 %. Снежный покров достигает 50 см, а в особо снежные зимы может достигать одного метра и более.
Весна приходит резко, обычно к середине апреля, при этом вплоть до середины мая нередки заморозки. Лето сравнительно короткое и достаточно жаркое — в отдельные годы температура может достигать 36 °C. Шапка лета приходится на июль. В конце весны и лета нередки грозы — их может случаться до 20 за год, почти каждый год выпадает град. Осень приходит в сентябре и стоит до начала ноября, но уже в сентябре нередки заморозки. Зима наступает в начале ноября и продолжается до середины марта. Обычно первый снег выпадает в октябре и держится в течение пяти месяцев, сходит к 10—15 апреля. Почва промерзает на глубину 70—90 см.
Вегетационный период составляет 189 дней, продолжительность безморозного периода — 137 дней.

## Население
| Численность населения | Численность населения | Численность населения | Численность населения | Численность населения | Численность населения | Численность населения | Численность населения | Численность населения | Численность населения | Численность населения | Численность населения |
| 1751                  | 1785                  | 1859                  | 1897                  | 1912                  | 1916                  | 1978                  | 1992                  | 1999                  | 2002                  | 2010                  | 2021                  |
| --------------------- | --------------------- | --------------------- | --------------------- | --------------------- | --------------------- | --------------------- | --------------------- | --------------------- | --------------------- | --------------------- | --------------------- |
| 717                   | ↗792                  | ↗999                  | ↘929                  | ↘868                  | ↗877                  | ↘318                  | ↘194                  | ↘153                  | ↘125                  | ↘82                   | ↘60                   |

## Инфраструктура
В селе единственная улица Центральная.

## Известные уроженцы
- Чумак, Юрий Алексеевич (1977—1999) — российский военнослужащий, сержант, Герой Российской Федерации.